# Річард Том
Річард Том (англ. Richard Tom, 8 листопада 1920 — 20 лютого 2007) — американський важкоатлет.
Бронзовий призер Олімпійських Ігор 1948 року в категорії до 56 кг.
Срібний призер Чемпіонату світу 1947 року в категорії до 56 кг.